# Kalapuya
Kalapuya  es un género de hongos de la familia Morchellaceae. Es un género monotípico de trufa y solo contiene la especie Kalapuya brunnea.
Esta trufa solo se halla en la región del noroeste del Pacífico de Estados Unidos, el oeste de Oregón y el norte de California.